# 金湯會報
金湯會報 是中華民國戒嚴時期由國安局、調查局、警備總部、憲兵調查組、國防部總政戰部、特種情報單位、國民黨黨務書記與警察局主持的保防會議。

## 歷史
金湯會報的任務包括：
- 偵辦集團性與組織性潛伏在台灣的中國共產黨組織
- 介入中華民國國內選舉，協助國民黨勝選
- 蒐集記者筆跡
- 蒐集二二八事件中遭判刑者及其家屬資料
- 蒐集並分析反動人士及其家族資料

## 外部連結
- 花蓮地區金湯會報第7次臨時會議紀錄 （页面存档备份，存于） 促進轉型正義委員會
- 苗栗縣地區金湯會報第六十七次會議紀錄 （页面存档备份，存于） 促進轉型正義委員會